# Geoff Emerick
Geoffrey Emerick, dit Geoff Emerick, est un ingénieur du son britannique né le 5 décembre 1945 à Londres et mort le 2 octobre 2018 à Los Angeles.
Il est connu pour son travail avec les Beatles, sur les albums : Revolver, Sgt. Pepper's Lonely Hearts Club Band, Magical Mystery Tour,  Yellow Submarine, une partie de l'Album Blanc et Abbey Road. 
Revolver fut le premier album sur lequel il travailla au poste d'ingénieur du son principal et comme assistant de George Martin, et Tomorrow Never Knows fut la première chanson.
Geoff Emerick, comme George Martin, le producteur des Beatles, prit une part importante de risques et d'expérimentations dans son travail.

## Carrière
Geoff Emerick débute comme ingénieur du son stagiaire chez EMI avant ses 16 ans, en septembre 1962, et assiste aux premières séances d'enregistrement des Beatles, les 4 et 11 du même mois. Il est rapidement titularisé, en tant qu'ingénieur assistant (ou « pousseur de boutons » dans le langage des techniciens EMI), fait ses armes durant les trois années suivantes, travaillant souvent sur les enregistrements du groupe de Liverpool, aux côtés de George Martin et de l'ingénieur du son Norman Smith puis, en avril 1966, il prend la place de ce dernier — promu producteur d'un nouveau groupe, Pink Floyd — en tant qu'ingénieur du son principal des Beatles. 
Geoff Emerick est âgé d'à peine 20 ans, le 6 avril 1966, lorsqu'il démarre les sessions de l'album Revolver avec la chanson Tomorrow Never Knows. D'entrée de jeu, il imagine la solution au problème posé par John Lennon, qui désire que sa voix « sonne comme celle du dalaï-lama chantant du haut d'une montagne » : la faire passer à travers les haut-parleurs tournoyants d'un orgue Hammond — la « cabine Leslie ». Il modifie la façon d'enregistrer la batterie en positionnant les micros plus près des fûts, puis changea aussi celle d'enregistrer la basse, en plaçant un haut-parleur en face de l'ampli. En une seule journée, il a déjà enfreint plusieurs des règles strictes édictées par la maison EMI. Il ne s'arrête pas là et réalise de nombreuses prouesses techniques, sur ce disque et sur le suivant, Sgt. Pepper's Lonely Hearts Club Band. Il travaille aussi partiellement sur l'album blanc (quittant les sessions en plein milieu, excédé par l'ambiance), et intégralement sur l'ultime opus des Beatles, Abbey Road. 
Geoff Emerick peut ainsi écrire dans son livre de souvenirs : « Le destin a voulu que j'assiste à la toute première séance d'enregistrement des Beatles, en septembre 1962, et à la dernière, le 20 août 1969. »
En plus de son travail de fond avec les Beatles, il a également produit des albums de Ringo Starr (Sentimental Journey), Paul McCartney et les Wings (Band on the Run), des Zombies (Odessey & Oracle), Badfinger (No Dice), Elvis Costello (Imperial Bedroom, All This Useless Beauty), et Nellie McKay (Get Away From Me).
Il meurt à son domicile de Los Angeles d'une attaque cardiaque le 2 octobre 2018 à l'âge de 72 ans.

## Récompenses
Geoff Emerick a reçu quatre Grammy Awards, « Meilleur ingénieur du son » pour Sgt. Pepper's en 1967, Abbey Road en 1969 et Band on the Run de Paul McCartney et des Wings en 1974, et pour l'ensemble de son œuvre (« Technical Lifetime Achievement ») en 2003. 

## Écrits
Geoff Emerick a publié en 2006 son livre de souvenirs intitulé Here, There and Everywhere, My Life Recording The Music of The Beatles (Gotham Books,  (ISBN 978-1-59240-269-4)), traduit en français sous le titre En studio avec Les Beatles (éditions Le mot et le reste) en 2009.